# صدفی‌سا (گونه)
صدفی‌سا (نام علمی: Sagina saginoides) نام یک گونه از سرده صدفی‌سا است.